# Kapuzinerkloster Essen

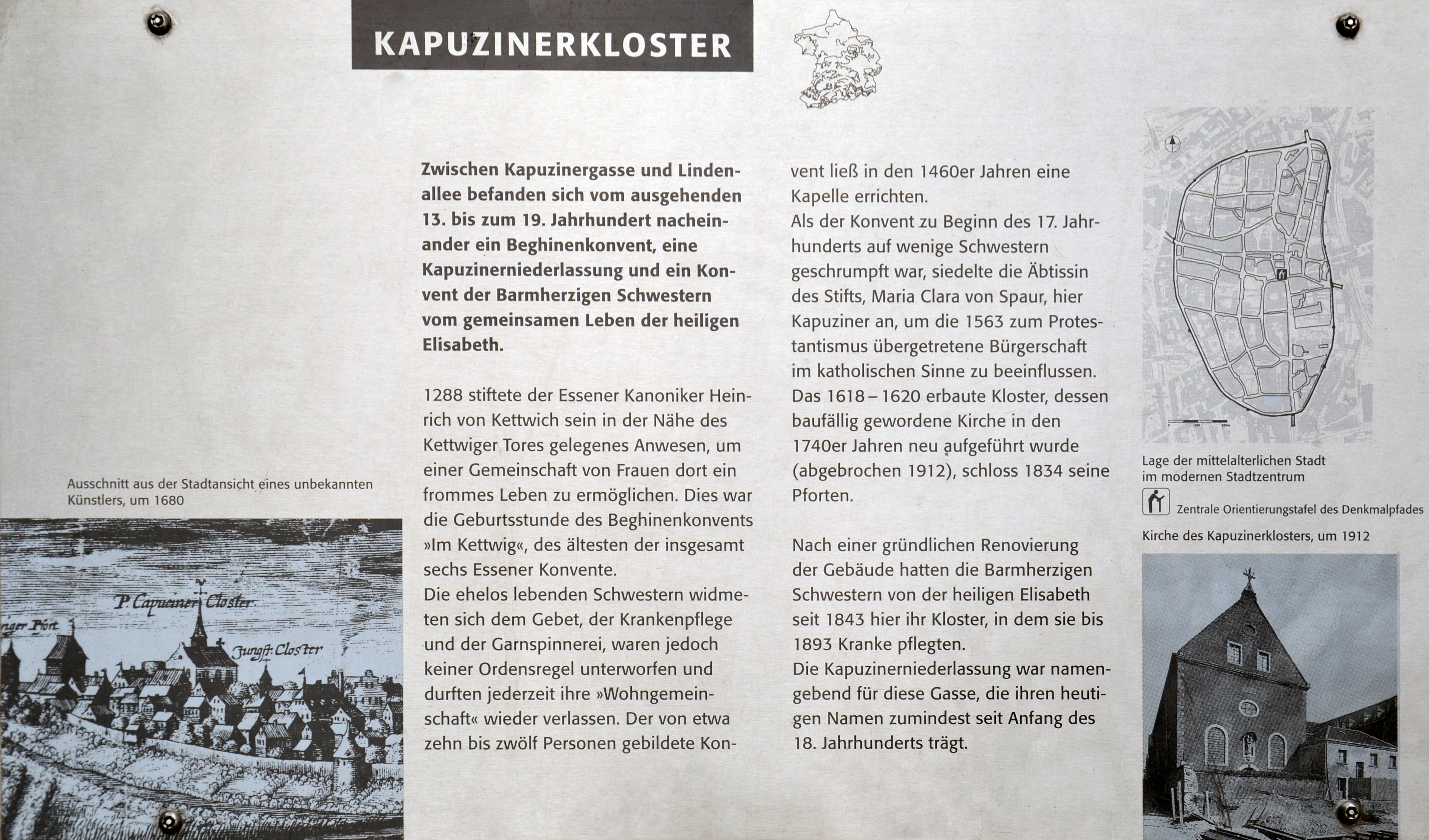
Gedenktafel vor Ort mit Abbildung der 1912 abgebrochenen Kapelle

Das Kapuzinerkloster in Essen entstand Anfang des 17. Jahrhunderts auf Betreiben der Fürstäbtissin in einem zu diesem Zweck aufgehobenen Beginenkonvent, das im 13. Jahrhundert gegründet worden war. Das Kapuzinerkloster wurde 1834 aufgehoben. Neun Jahre später eröffneten die Barmherzigen Schwestern von der heiligen Elisabeth im Klostergebäude ihr Konvent, um dort bis 1893 kranke Menschen zu pflegen. Damit war es das älteste Essener Krankenhaus, welches heute an anderer Stelle als Elisabeth-Krankenhaus weitergeführt wird.

## Geschichte
Seit dem ausgehenden 13. Jahrhundert gab es im Bereich zwischen der heutigen Kapuzinergasse und der Lindenallee im Essener Stadtkern ein Beginenkonvent, dann seit Beginn des 17. Jahrhunderts ein Kapuzinerkloster und schließlich im 19. Jahrhundert ein Konvent der Barmherzigen Schwestern von der heiligen Elisabeth.

### 13. bis 17. Jahrhundert: Beginenkonvent
Nördlich des Kettwiger Stadttores besaß der Essener Kanoniker Heinrich von Ketwich ein Anwesen, das er im Jahre 1288 einer Frauengemeinschaft stiftete, um dieser dort ein frommes Leben zu ermöglichen. Daraus ging der älteste von sechs Konventen der Stadt Essen hervor: der Beginenkonvent Im Kettwig. Die hier ansässigen ehelosen Schwestern mussten keiner Ordensregel folgen, widmeten sich dem Gebet, der Krankenpflege und der Spinnerei und hätten zu jeder Zeit ihre Gemeinschaft verlassen können.
1460 ließ der von rund zehn oder zwölf Personen gebildete Konvent eine erste Kapelle errichten.

### 17. Jahrhundert bis 1834: Kapuzinerkloster

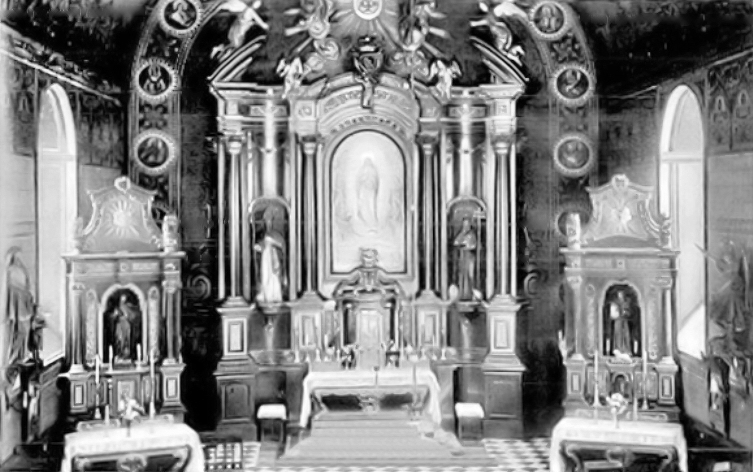
Innenansicht der Kapuzinerkirche um 1912

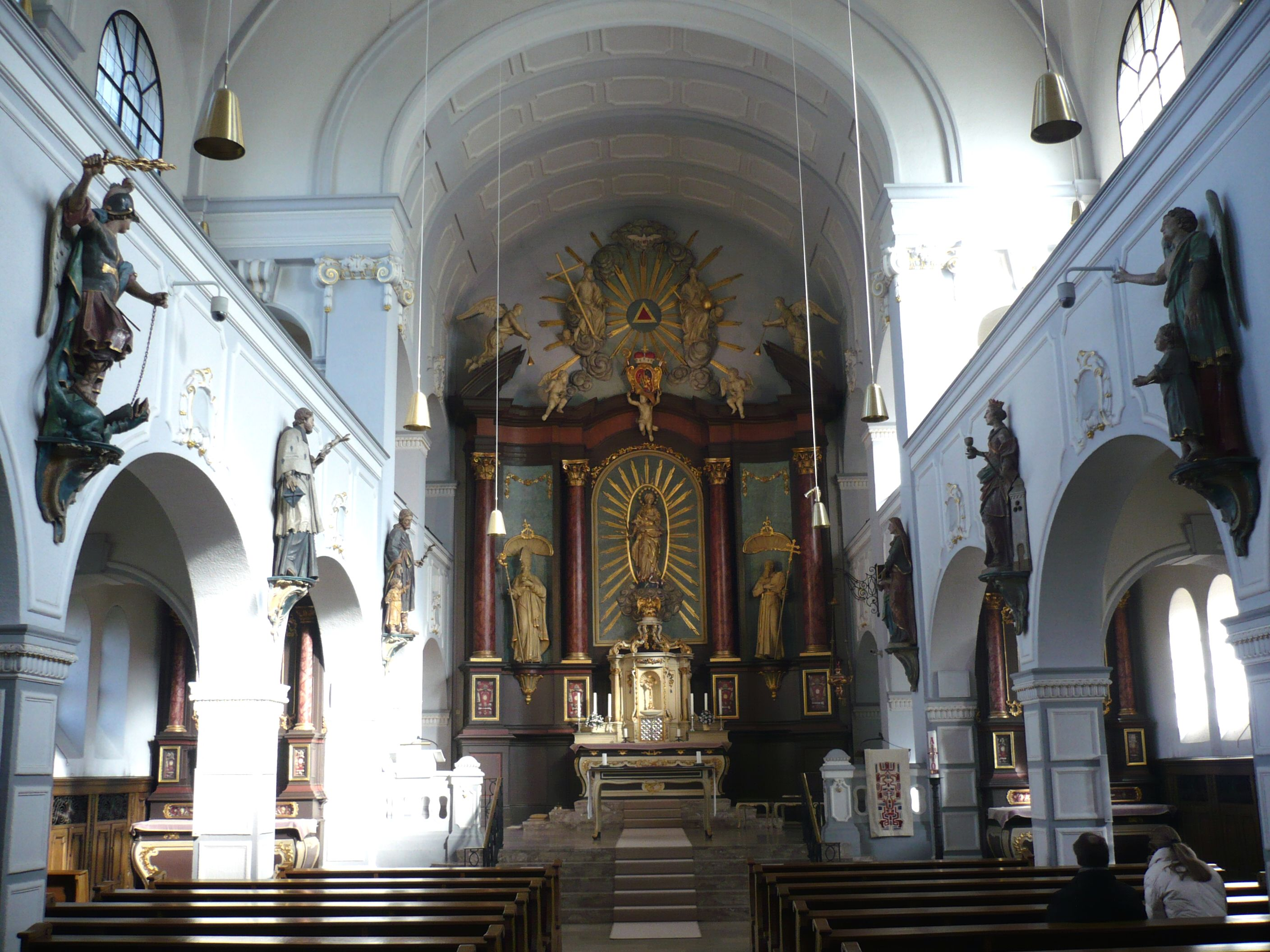
Zum Vergleich: Innenansicht der Elisabeth-Krankenhauskirche heute, mit den Reliquien aus der alten Kapuzinerkirche

Um 1615, als die Anzahl der Schwestern im Konvent zurückging, wurde der Kapuzinerorden von Fürstäbtissin Maria Clara von Spaur nach Essen berufen und von ihr großzügig mit Stiftseigentum beschenkt. Sie erließ 1616 und 1624 für das Stift Essen restriktive Religionsordnungen, die zum Ziel hatten, den katholischen Glauben wiederherzustellen, nachdem am 28. April 1563 Pfarrer Heinrich Barenbroch, der Reformator Essens, die erste evangelische Predigt hielt und eine ganze Bürgerschaft zum Protestantismus übergetreten war. Die Berufung des Kapuzinerordens war Teil der gegenreformatorischen Bestrebungen der Äbtissin.
Die Errichtung des Kapuzinerklosters fand in den Jahren 1618 bis 1620 statt. In den 1740er Jahren wurde die baufällige Kirche aus dem Jahr 1460 neu aufgebaut. Diese einschiffige Kirche war von einem Tonnengewölbe überdeckt und besaß vier Fenster je Längsseite. Der Hochaltar, die beiden Seitenaltäre und einige andere Reliquien aus der Klosterkirche befinden sich in der heutigen Kirche des Elisabeth-Krankenhauses. Am 5. August 1746 wurde die Klosterkirche und das Kloster von Fürstäbtissin Franziska Christine von Pfalz-Sulzbach mit einem großen Fest für Stift und Stadt eingeweiht. Der Ordensguardian der Kapuziner kam dafür aus Münster angereist und dankte in seiner Festpredigt der Fürstäbtissin und den Bürgern der Kaiserlichen Freien Reichsstadt Essen. In dieser Formulierung sah die Äbtissin den unseligen Streit mit der Stadt erneut angefacht, was sie veranlasste, nicht nur alle Beihilfen für die Kapuziner zu streichen, sondern auch die fürstliche Bewirtung und Einquartierung der Ordensoberen während der jährlich stattfindenden Vorsprache im Schloss Borbeck. Daraufhin nahmen die Kapuziner sonntags drauf das Wort von der Kaiserlichen Freien Reichsstadt Essen in der Kapuzinerkirche zurück, womit sie nun in Gnaden zugelassen waren, was wiederum einen Konflikt mit dem Stadtrat zur Folge hatte.
Das Kapuzinerkloster schloss 1834 seine Pforten.

### 1843–1893: Konvent der Barmherzigen Schwestern von der hl. Elisabeth
Am 18. August 1843 erhielt die 1840 von den Konventualinnen zur Oberin gewählte Schwester Clara Kopp von den kirchlichen und staatlichen Behörden die Genehmigung, eine Ordensgemeinschaft zu gründen und ein Krankenhaus zu führen. Nach umfangreicher Renovierung des bereits halb verfallenen Klostergebäudes gründeten die Barmherzigen Schwestern von der heiligen Elisabeth 1843 darin das erste Essener Krankenhaus. Am 23. Januar 1844 nahmen Clara Kopp und ihre anfänglich sechs Mitschwestern den Krankenhausbetrieb auf. 
In der Mitte des 19. Jahrhunderts begann die Industrialisierung des Ruhrgebietes stark anzusteigen. Arbeitskräfte für den Bergbau und die rasch expandierende Krupp-Gussstahlfabrik wanderten zu, was zu einem enormen Bevölkerungsanstieg führte. Gleichermaßen stieg auch der Bedarf an medizinischer Versorgung, woraufhin schon 1849 am alten Klostergebäude angebaut wurde. So erhielt das Krankenhaus räumlich getrennt einen ersten Operationssaal und Verbandszimmer. 
Gegen Ende des 19. Jahrhunderts explodierte die Bevölkerung regelrecht, so dass das Krankenhaus 1893 einen Neubau mit 280 Betten an der Lindenstraße erhielt. Im alten Klostergebäude waren also bis dahin kranke Menschen gepflegt und behandelt worden. Doch dem weiterhin rasanten Wachstum der Stadt Essen stand das neue Krankenhaus bald im Wege, woraufhin außerhalb der damaligen Stadt, im heutigen Stadtteil Essen-Huttrop, das heutige Elisabeth-Krankenhaus errichtet wurde.

## Situation heute

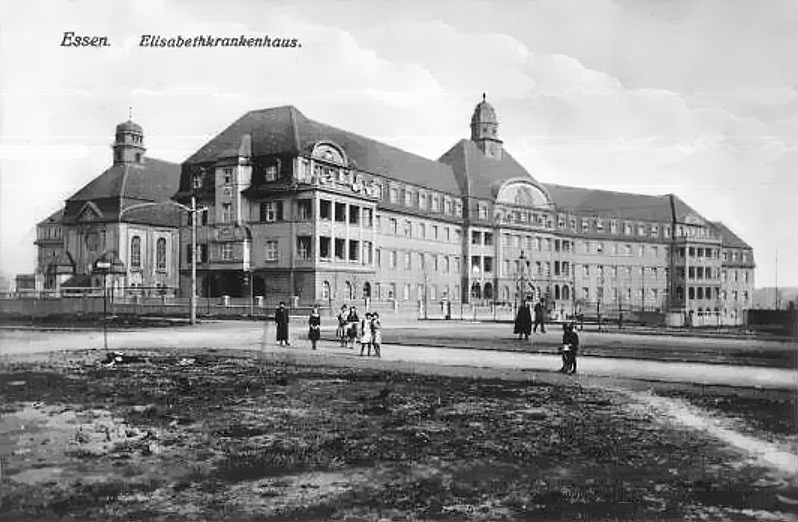
Elisabeth-Krankenhaus im Jahr 1919

In den Jahren 1912/1913 wurden das ehemalige Kloster und die Kapuzinerkirche abgebrochen. Sie waren namensgebend für die heutige Kapuzinergasse, wo einzig eine Gedenktafel an das Kloster erinnert.
1909 verkauften die Barmherzigen Schwestern von der heiligen Elisabeth der Stadt Essen das Krankenhausgebäude zum Preis von 1,5 Millionen Mark und erwarben im gleichen Jahr Land vom ehemaligen Brünglinghaushof in Huttrop. Hier entstand in den Jahren 1910 bis 1913 nicht nur ein modernes großes Krankenhaus, das heute als das älteste Krankenhaus Essens gilt, sondern auch eine neue, barock gestaltete Krankenhauskirche. Ihr barocker Hochaltar, der der unbefleckten Empfangenen, der Immaculata, geweiht war, welche ursprünglich im Altarbild dargestellt war, jedoch zur Konsekration 1764 durch eine Immaculata-Statue ersetzt wurde sowie die beiden Seitenaltäre stammen aus der alten Essener Kapuzinerkirche, ebenso die sechs an den Seitenemporen angebrachten Statuen und der Gedenkstein des Benediktiner-Abtes Hugo Protaeus aus Werden aus dem Jahr 1619.
1912 wurde auf dem Gelände des ehemaligen Kapuzinerklosters das gehobene Hotel Kaiserhof errichtet und 1974 abgerissen. Im Anschluss baute hier die Bank für Gemeinwirtschaft 1975 ein Bürogebäude, das seit 2004 unter anderem die SEB-Bank beherbergte und heute unter anderem Sitz einer Filiale der Santander-Bank und des Studios von Radio Essen ist.